# Vernon Washington
Vernon Washington (ur. 10 sierpnia 1923, zm. 7 czerwca 1988) – amerykański aktor.

## Filmografia
- 1977–1979: The Jeffersons – Leroy
- 1983: Falcon Crest – Teddy Eubanks
- 1984: Ostatni gwiezdny wojownik (Last Starfighter, The) – Otis
- 1985: Piątek, trzynastego V: Nowy początek (Friday the 13th – Part V: A New Beginning) – George
- 1986: Opowieści z ciemnej strony (Tales from the Darkside, The) – Aloysius Cuzzins